# Cómo pasa el tiempo
«Cómo pasa el tiempo» es el tercer sencillo y canción introductoria de álbum Habla tu espejo de la banda de rock uruguaya El Cuarteto de Nos. 

## Letra
La canción nos habla acerca del paso inevitable del tiempo y el insaciable deseo de poner en práctica acciones que debemos tomar para poder aprovecharlo de la mejor forma posible. El protagonista, interpretado por Roberto Musso, deja en claro que el pasar de los minutos no le abre las puertas para más oportunidades en el futuro, sino son las acciones que hace durante el día lo que lo hace decir que «este fue un día más y no un día menos», haciendo que la canción hable acerca de ir contemplando el paso del tiempo y aprovecharlo al máximo antes de que sea demasiado tarde. 

## Video oficial
El videoclip oficial de la canción fue dirigido por Flavia Quartino y publicado en el canal oficial de Youtube del Cuarteto en abril de 2016. Se trata de una recopilación de videos cortos, fotografías y fragmentos de presentaciones en vivo de la banda durante el periodo que estuvieron de gira en el mismo año luego del lanzamiento del álbum Habla tu espejo. 

## Personal
- Roberto Musso: Voz principal y guitarra
- Santiago Tavella: Bajo
- Álvaro Pintos: Batería
- Santiago Marrero: Teclados
- Gustavo «Topo» Antuña: Guitarras eléctricas